# Mysteriomorphus pelevini
Mysteriomorphus pelevini (лат.) — вид вымерших жуков из надсемейства Elateroidea, единственный в составе монотипических рода † Mysteriomorphus и семейства † Mysteriomorphidae.
Обнаружен в бирманском янтаре мелового периода (штат Качин, около Мьичина, север Мьянмы, юго-восточная Азия), возрастом около 100 млн лет.

## Описание
Мелкие жуки, длина тела от 2,5 до 7,3 мм. Характеризуются следующим своеобразным сочетанием признаков: места прикрепления усиков умеренно разделены, расположены у внутреннего края глаза, лоб приподнят; усики 11-члениковые, нитевидные или слегка зазубренные, причем скапус является самым длинным антенномером; глаза заметно большие, их самый широкий диаметр, измеренный на уровне усиков, немного меньше межглазного расстояния; нижнечелюстные щупики длинные; переднеспинка окаймлена латерально, перед задними углами в разной степени выемчатая, основание переднеспинки с глубокой субмаргинальной бороздкой между парой глубоких ямок, сублатеральные линии переменной длины, идущие кпереди с каждой стороны диска от этих ямок, задние углы переднеспинки маленькие, острые, выступают латерально; простернум поперечный с узким отростком, входящим в мезовентральную полость; про- и мезококсальные полости открытые; передние и средние тазики конические, выступающие, узко разделены; надкрылья покрывают все брюшко, бороздчатые, каждое надкрылье закруглено на вершине; эпиплевра неполная, плавно суженная, не достигает вершины надкрылий; голенные шпоры двойные, все примерно одинаковой длины; формула лапок 5-5-5, с тарсомером IV глубоко двулопастным; коготки простые; брюшко с шестью вентритами, первые четыре из которых сросшиеся.

## Систематика
Вид был впервые описан в 2019 году российским энтомологом Виталием Алексеевым (Институт океанологии имени П.П. Ширшова, Москва, Россия) и немецким коллекционером минералов и окаменелостей Зигардом Элленбергером (Sieghard Ellenberger, Германия) и выделен в отдельные монотипические род † Mysteriomorphus Alekseev & Ellenberger, 2019 и семейство † Mysteriomorphidae Alekseev & Ellenberger, 2019, близкое к группе Elateroidea. Первоначально в 2019 году, когда описание было сделано по двум ископаемым экземплярам в янтаре было предположено, что новый вид относится к Elateriformia incertae sedis и близок или к Elateroidea или к Byrrhoidea. В 2020 году после нахождения ещё четырёх экземпляров было сделано более подробное обследование с помощью компьютерной томографии и уточнено систематическое положение Mysteriomorphidae в составе Elateroidea, с близкими филогенетическими отношениями к семейству жуков-щелкунов Elateridae.

## Этимология
Вид M. pelevini был назван в честь российского современного писателя Виктора Олеговича Пелевина.